# Terral
Terral – miasto w Stanach Zjednoczonych, w stanie Oklahoma, w hrabstwie Jefferson.